# Otiophora stolzii
Otiophora stolzii är en måreväxtart som först beskrevs av Bernard Verdcourt, och fick sitt nu gällande namn av Bernard Verdcourt. Otiophora stolzii ingår i släktet Otiophora och familjen måreväxter. Inga underarter finns listade i Catalogue of Life.